# Patrycy Gniewosz
Patrycy Józef Gniewosz herbu Rawicz (ur. 1795, zm. 1860) – właściciel dóbr.

## Życiorys
Wywodził się z rodu Gniewoszów herbu Rawicz z Nowosielec, był wnukiem Stanisława oraz synem Piotra (1756-1811) i Janiny z domu Borkowskiej herbu Junosza. Jego rodzeństwem byli: Magdalena, Wiktor (1792–1840) i Aleksander (1799-1861).
W 1844 został członkiem Stanów Galicyjskich. Został właścicielem Grabownicy.
Jego żoną od 1820 była Aniela (ur. 1800, córka Sebastiana Ostaszewskiego z pobliskiego Wzdowa i Wiktorii z domu Łubkowskiej herbu Grabie; analogicznie jego dwaj bracia także poślubili córkę Ostaszewskich). Ich dziećmi byli (mieli pięć córek): Maria (dama Orderu Krzyża Gwiaździstego, zamężna po raz pierwszy z hr. Wacławem Lazanskym, a po raz drugi z Eugeniuszem von Philippsberg), Antonina (zamężna z Julianem Kamińskim), Franciszek Wawrzyniec Roman (właściciel Grabownicy, żonaty z Grotowską), Aleksander Konstanty.